# Evžen Amler
Evžen Amler vagy Eugene Amler (Prága, 1958. május 30. –) cseh nemzetközi futsal labdarúgó-játékvezető és labdarúgó-partbíró.

## Pályafutása

### Nemzeti játékvezetés
A játékvezetésből 1987-ben vizsgázott, 1992-ben lett az I. Liga játékvezetője. 1996-tól felajánlották részére a partbírói foglalkoztatást, amit elfogadott. Aktív nemzeti partbíráskodását 2003-ban a FIFA JB 45 éves korhatárának elérésével befejezte.

### Nemzetközi játékvezetés
Az Európai Labdarúgó-szövetség (UEFA) nemzetközi futsal játékvezetőként is foglalkoztatta. Aktív nemzetközi futsal játékvezetést  2003-ban befejezte.

### Nemzetközi partbíráskodás
A Cseh labdarúgó-szövetség Játékvezető Bizottsága (JB) terjesztette fel nemzetközi partbírónak, a Nemzetközi Labdarúgó-szövetség (FIFA) 1996-tól tartotta nyilván partbírói keretében. Több válogatott és nemzetközi klubmérkőzésen szolgálta a labdarúgást partbíróként. Aktív nemzetközi partbíráskodását 2003-ban a FIFA JB 45 éves korhatárának elérésével befejezte.

#### Világbajnokság
Malajzia rendezte az U20-as labdarúgó-világbajnokságot, ahol a FIFA JB asszisztensként foglalkoztatta.
---
A világbajnoki döntőkhöz vezető úton nFranciaországba a XVI., az 1998-as labdarúgó-világbajnokságon, Dél-Koreában és Japánban a XVII., a 2002-es labdarúgó-világbajnokságon a FIFA JB partbíróként alkalmazta. 1998-ban három csoportmérkőzésen, közte a Skócia–Norvégia találkozót vezető Vágner Lászlónak nyújthatott asszisztensi segítséget. 2002-ben három csoportmérkőzésen, az egyik nyolcaddöntőben valamint az egyik negyeddöntőben segítette partbíróként. Az 1994-es labdarúgó-világbajnokság óta a FIFA JB tudatosan foglalkoztatta, a partbírói feladatokra szakosodott sportembert. Ezen a tornán a partbírók szakmai tevékenységük során még nem kapcsolódtak szorosan a delegált nemzeti játékvezetőhöz. Partbírói mérkőzéseinek száma világbajnokságon: 8

##### 1998-as labdarúgó-világbajnokság

###### Világbajnoki mérkőzés
| Időpont          | Helyszín                       | Mérkőzés típusa              | Mérkőzés        | Eredmény | Nézők száma | Asszisztensek                       |
| ---------------- | ------------------------------ | ---------------------------- | --------------- | -------- | ----------- | ----------------------------------- |
| 1998. június 16. | Lescure Park Stadion, Bordeaux | csoportmérkőzés (A. csoport) | Skócia–Norvégia | 1 : 1    | 31 800      | Evzen Amler/Laurent Rausis (svájci) |

## Sportvezetőként
Az UEFA JB  Futsal Játékvezető Bizottságában (2004-2006) között lehetett elnökségi tag, jelenleg instruktorként és ellenőrként tevékenykedik.